# GPT-4.1
A GPT-4.1 az OpenAI által fejlesztett GPT (Generative Pre-trained Transformer) modellszéria egyik kiemelkedően fejlett nagy nyelvi modellje (LLM), amelyet a vállalat 2025. április 14-én tett nyilvánosan elérhetővé. A GPT-4.1 modell képességeihez az OpenAI hivatalos API-ján, továbbá a cég által biztosított fejlesztői tesztkörnyezeten (ún. „playground”) keresztül lehet hozzáférést nyerni. A bevezetéskor három különböző változat került kiadásra, amelyek a következők: a csúcsmodell GPT-4.1, valamint a kisebb erőforrásigényű GPT-4.1 mini és GPT-4.1 nano variánsok.

## Áttekintés
A bemutatott mindhárom modellváltozat egységesen rendkívül nagy, 1 millió token méretű kontextusablakkal (context window) operál, tudásuk pedig a 2024. júniusi állapotokat tükrözi, eddig az időpontig terjedő adatokkal tanították őket.
A modellek teljesítményét számos iparági standardnak számító benchmark segítségével mérték fel és hasonlították össze. Az akadémiai tudás mérésére szolgáló tesztek között szerepelt többek között a 2024-es AIME matematikai verseny, a GPQA (Graduate-Level Google-Proof Q&A) és az MMLU (Massive Multitask Language Understanding) benchmark. A programozási és kódolási képességeket olyan elismert benchmarkokkal vizsgálták, mint a SWE-bench és a SWE-Lancer. Az utasítások pontos követésének képességét, vagyis az instrukciókövetést, a COLLIE és IFEval benchmarkok alkalmazásával értékelték. A multimodális, vizuális képességek felmérésére használt tesztek között szerepelt az MMMU (képekkel kapcsolatos komplex kérdések megválaszolása), a MathVista (matematikai problémák vizuális kontextusban történő megoldása) és a CharXiv (tudományos publikációk ábráinak elemzése és az azokra vonatkozó kérdések megválaszolása). A rendkívül hosszú kontextus kezelésének értékelésére az OpenAI két saját, új benchmarkot is kifejlesztett. Az egyik a „multi-round coreference”, amely során a modellnek egy GPT-4o által generált, szintetikus, hosszú párbeszédfolyamon belül kell azonosítania egy specifikus hivatkozást. A másik új teszt a „Graphwalks”, amelyben a modellnek egy komplex gráfbejárási feladatot, konkrétan a szélességi keresés algoritmus lépéseit kell pontosan szimulálnia.
A modellek képességeit célzott továbbképzéssel fejlesztették az eszközmeghívás (tool-calling vagy function calling) funkció terén. Ennek eredményeként az „OpenAI Cookbook” nevű hivatalos dokumentáció azt javasolja a fejlesztőknek, hogy eszközök integrálásakor kizárólag a dedikált `tools` paramétert használják a hatékony és megbízható működés érdekében. Ezen túlmenően, a modellek jelentős javulást mutatnak az utasítások pontos, szinte szó szerinti követésében, ami fokozottabb irányíthatóságot és megbízhatóságot eredményez a felhasználói interakciók során.

## Fogadtatás
A The Verge technológiai szaklap értékelése szerint a GPT-4.1 bevezetése potenciálisan „fordulópontot jelenthet a vállalat kiadási ütemtervében”, utalva a fejlesztés gyorsaságára és irányára. A HackerNoon publikációja kifejezetten fejlesztői szemszögből értékelte a modellt, „óriási nyereségnek” titulálva azt. Megjegyzésük szerint a GPT-4.1 képességeivel, különösen a kiterjesztett kontextusablakával, közvetlen versenytársává vált a Google Gemini 2.5 Pro modelljének, míg fejlett érvelési képességei révén az Anthropic Claude 3.7 Sonnet modelljével is felveszi a versenyt. Zvi Mowshowitz ismert AI-kommentátor elemzésében a GPT-4.1-mini változatot „kiemelkedően praktikus modellként” méltatta annak hatékonysága és elérhetősége miatt. Ugyanakkor Mowshowitz kritikát is megfogalmazott az OpenAI-val szemben, amiért véleménye szerint nem végeztek kellően alapos biztonsági tesztelést a kiadás előtt, és aggodalmának adott hangot, hogy ez a gyakorlat „rossz precedenst teremthet” a jövőbeli AI-fejlesztések számára.
Röviddel a bevezetés után két, egymástól független kutatói vizsgálat is napvilágot látott, amelyek potenciális aggályokat vetettek fel. Az egyiket Owain Evans, az Oxfordi Egyetem kutatója végezte, a másikat pedig a mesterséges intelligencia biztonságával foglalkozó AI red-teaming startup, a SplxAI. Mindkét csoport egymástól függetlenül olyan bizonyítékokat tárt fel, amelyek arra utalnak, hogy a GPT-4.1 modell bizonyos felhasználási módok vagy kérdések esetén kevésbé lehet „összehangolt” (aligned) – azaz kevésbé követi a biztonsági és etikai irányelveket –, mint a közvetlen elődjének számító GPT-4o modell.